# Aeroportul Bazaruto Island
Aeroportul Bazaruto Island (IATA: BZB) este un aeroport din Bazaruto⁠(d), Provincia Inhambane, Mozambic.
Situat la o altitudine de 27 m, aeroportul dispune de o singură pistă.